# OFC
Oceania Football Confederation ili kraće OFC je najviše izvršno tijelo u Oceaniji zaduženo za nogomet. 
OFC je najmanja nogometna konfederacija, te su njeni članovi otočne države u kojima nogomet nije nužno najpopularniji sport. Godine 2006. najveća i najuspješnija država OFC-a Australija je prešla u Azijsku nogometnu konfederaciju.

## Povijest
OFC je osnovan 1966. godine. Osnivači su bili nogometni savezi Australije, Novog Zelanda i Fidžija. Trenutačno ima 11 država članica, a najuspješnija je reprezentacija Novog Zelanda.  
Savez je do sada samo tri puta imao predstavnika na Svjetskom prvenstvu, Novi Zeland 1982.,  Australiju 2006.,te Novi Zeland 2010. Australija se na Svjetsko prvenstvo kvalificirala i 1974., no tada nije bila član saveza. 
OFC, osim što organizira Kvalifikacije za svjetsko prvenstvo u nogometu i Oceanijski Kup nacija, organizira i OFC Ligu prvaka, čiji pobjednik se kvalificira na FIFA Svjetsko klupsko prvenstvo. 

## Natjecanja
- OFC Liga prvaka
- Olimpijski kvalifikacijski turnir
- Pacifičke igre

## Dio reprezentacija OFC-a
- Američka Samoa
- Fidži
- Cookovo Otočje
- Nova Kaledonija
- Novi Zeland
- Papua Nova Gvineja
- Solomonski Otoci
- Samoa
- Tahiti
- Tonga
- Vanuatu

## Vanjske poveznice
- Službena stranica